# نمل أرمان الرؤيسي
نمل أرمان الرؤيسي (الاسم العلمي:†Armania capitata) هو نوع منقرض من الزنابير شبيهة النمل يتبع جنس نمل أرمان.